# 聖ジェームス・クラブへようこそ
| 専門評論家によるレビュー | 専門評論家によるレビュー |
| レビュー・スコア         | レビュー・スコア         |
| 出典                     | 評価                     |
| ------------------------ | ------------------------ |
| Allmusic                 | link                     |

『聖ジェームス・クラブへようこそ』（Welcome to the St. James' Club）は、フュージョン・バンド、ザ・リッピントンズが1990年にGRPレコードよりリリースしたアルバム。
ゲストに歌手のパティ・オースティンがコーラスで、ピアニストのジョー・サンプルが参加。サックス奏者に最初期からのブランダン・フィールズ他、レギュラーとなるジェフ・カシワ、セミ・レギュラーになるカーク・ウェイラムも参加。

## トラック・リスト
| 全作曲: ラス・フリーマン。 |                                                                            |       |                  |      |
| #                          | タイトル                                                                   | 作詞  | 作曲・編曲       | 時間 |
| 1.                         | 「聖ジェイムス・クラブへようこそ - "Welcome to the St. James' Club"」      |       | ラス・フリーマン | 4:41 |
| 2.                         | 「水曜日の子供 - "Wednesday's Child"」                                     |       | ラス・フリーマン | 4:53 |
| 3.                         | 「アイ・ウォッチト・ハー・ウォーク・アウェイ - "I Watched Her Walk Away"」 |       | ラス・フリーマン | 5:24 |
| 4.                         | 「ケニヤ - "Kenya"」                                                       |       | ラス・フリーマン | 5:23 |
| 5.                         | 「サン・ミゲルのロマンス - "Affair in San Miguel"」                        |       | ラス・フリーマン | 5:04 |
| 6.                         | 「南回帰線 - "Tropic of Capricorn"」                                       |       | ラス・フリーマン | 4:59 |
| 7.                         | 「フーズ・ホールディング・ハー・ナウ? - "Who's Holding Her Now?"」         |       | ラス・フリーマン | 3:53 |
| 8.                         | 「ソウル・メイツ - "Soul Mates"」                                          |       | ラス・フリーマン | 4:57 |
| 9.                         | 「パッション・フルーツ - "Passion Fruit"」                                 |       | ラス・フリーマン | 4:34 |
| 10.                        | 「ヴィクトリアの秘密 - "Victoria's Secret"」                               |       | ラス・フリーマン | 3:25 |
| 合計時間:                  | 合計時間:                                                                  | 47:13 |                  |      |

## パーソネル
- ラス・フリーマン - ギター、キーボード、ドラムス、ベース、プログラミング
- スティーヴ・リード - パーカッション
- スティーヴ・ベイリー - ベース・ギター
- トニー・モレイアス - ドラムス、ハイ・ハット&シンバル
- ブランダン・フィールズ - サックス
- ジェフ・カシワ - サックス、EWI
- カーク・ウェイラム - サックス
- パティ・オースティン - ボーカル
- カール・アンダーソン - ボーカル

他